# David Justino
Pour les articles homonymes, voir Justino.
David Justino, né le 29 janvier 1953, José David Gomes Justino est un historien et homme politique du Portugal.
Il a occupé la position de Ministre de l'Éducation dans XVe Gouvernement Constitutionnel.
Licencié de l'Institut Supérieur d'Économie de l'Université de Lisbonne, il a créé avec Vitorino Magalhaes Godinho, son maître, le département de sociologie de la Faculté de Sciences Sociales et Humaines.
Il est docteur en 1986, avec la thèse « la Formation de l'espace économique portugais » (« Prémio Gulbenkian de Ciências Humanas »). Ensuite, il devient enseignant associé. Gomes Justino a été conseiller municipal du « Cãmara Municipal d'Oeiras » et député à l'Assemblée de la République.